# Lac de Kruth-Wildenstein
Le lac de Kruth-Wildenstein  est un lac artificiel du versant alsacien du massif des Vosges. Il s'agit d'un lieu aménagé pour diverses activités telles la baignade, la pêche à la ligne, la nage en eau libre, le canoë-kayak, le pédalo, la plongée en apnée, nage avec palmes ou encore la plongée bouteille. D'autres activités encore se pratiquent à ses abords. Le lac se situe essentiellement dans le territoire de la commune de Kruth et une petite partie dans la commune de Fellering, mais également une petite partie amont sur le territoire de la commune de Wildenstein.

## Caractéristiques
Situé à une altitude de 545 m, le lac, d'une largeur maximale de 520 m pour une longueur maximale de 2,1 km, couvre une surface de 81 ha en eau pleine ; sa profondeur maximale atteint 35 m.

## Le barrage
Établi sur la Thur, le barrage permet la retenue d'un maximum de 12 millions de m3.

### Historique

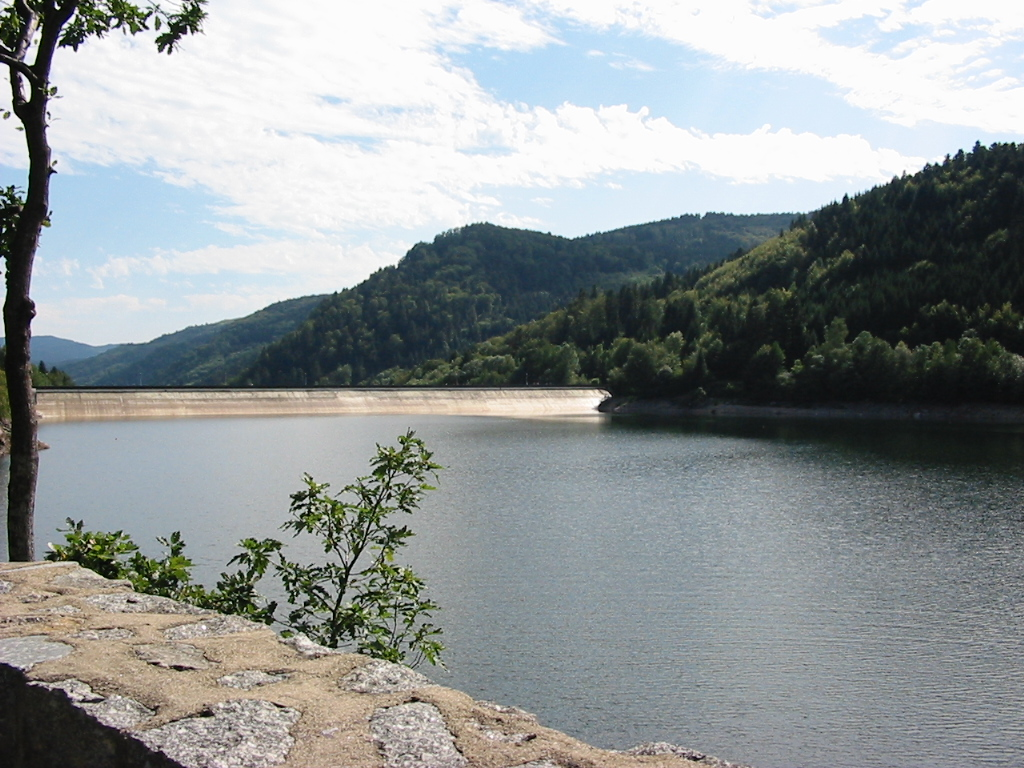
La retenue de Kruth-Wildenstein.

Le bassin versant de la haute Thur se compose essentiellement de ballons fortement enneigés chaque hiver. Des crues printanières parfois catastrophiques ont suggéré, dès le XIXe siècle lors d'une rupture d'un réservoir en amont de Wildenstein cette retenue était utilisé par une usine de filature et tissage, l'édification d'un barrage 
permettant leur régulation. 
Ce n'est cependant qu'en 1954 que sa construction fut décidée, sept ans après une dernière crue dévastatrice. Édifié de 1959 à 1963, le barrage fut mis en eau en 1964 afin de soutenir les étiages de la Thur encore fortement industrialisée. Le barrage fait également fonction de rétention des crues hivernales ce qui s'est averé très bénéfique lors du dernier événement des 4 et 5 janvier 2018, permettant alors de retenir plus de 1,5 million de {m3 et de réduire de 24 m3/s le débit de point de la crue de la Thur (25 %). 
Le barrage est de type « barrage poids sans noyau d’argile » (technique courante en Allemagne), une construction très stable avec une protection amont étanche en béton bitumineux constituée de quatre couches successives. L'ouvrage est une propriété départementale.
En raison du faible débit de la Thur à cet endroit, il n'a pas été jugé rentable d'installer une centrale hydroélectrique.

## Activités

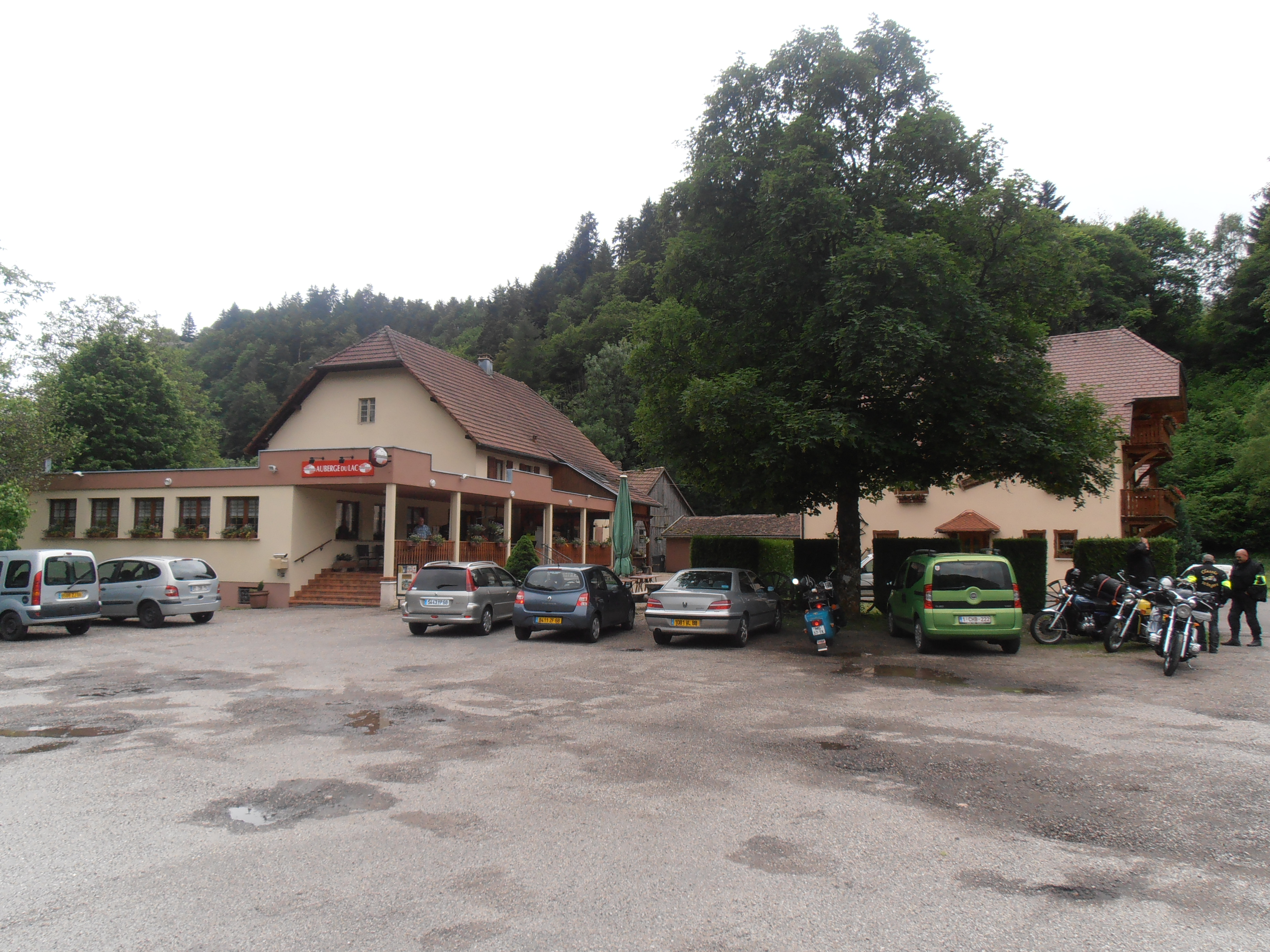
Auberge du Lac.

Plusieurs activités peuvent être pratiquée sur le lac : pêche, canoë-kayak, plongée, bateaux à pédales.
Un camping est installé à proximité du lac.
Le parc Arbre Aventure, créé en 2004, propose des parcours en forêt, une tyrolienne et une via ferrata.